# Fort Mackinac

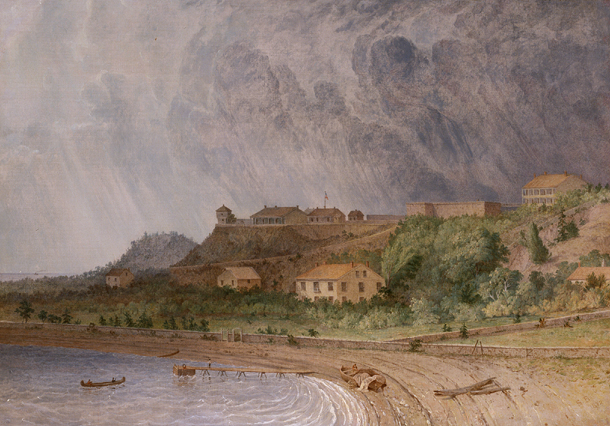
Kasernbyggnaderna vid Fort Mackinac 1872.

Fort Mackinac var ett brittiskt (1781-1796, 1812-1815) och amerikanskt (1796-1812, 1815-1895) militärt etablissemang beläget i norra Michigan på en ö i Mackinacsundet. 

## Grundande
Fort Mackinac anlades ursprungligen av den brittiska armén som en ersättning för Fort Michilimackinac. När Storbritannien efterJay-fördraget 1794 utrymde fortet, anlade de istället Fort St. Joseph. 

## 1812 års krig
Den brittiska armén och kanadensisk milis tillsammans med allierade från dakota, ojibwa och ottawa, organiserade av det Brittiska Indiandepartementet, återtog Fort Mackinac under 1812 års krig.
Ett amerikanskt försök att återta fortet 1814 misslyckades, men fortet återgick till USA efter fredsslutet.

## Amerikansk garnison
Efter 1812 års krig var Fort Mackinac en amerikansk garnison 1815-1895.

## Nationalpark
Sedan 1895 utgör ön en delstatlig nationalpark. Det före detta militära etablissemanget är ett museum med stort inslag av historiskt återskapande.